# Bilo (reljef)
Bilo je vrsta reljefnog oblika. To je izduženo uzvišenje, ili niz uzvišenja i planina, koje zatvara velike uzdužne planinske doline. Drugo značenje bila može biti uzvišenje zaobljenih vrhova koji određuju smjer pružanja. Planine u Dinarskom gorju grupirane u nekoliko izdvojenih nizova - bila.